# Liga Femeilor Române
Liga Femeilor Române (La Ligue des femmes roumaines) était une organisation roumaine pour les droits des femmes, fondée en 1894.  C'était la première organisation nationale de défense des droits des femmes en Roumanie.
Elle a été fondée par Cornelia Emilian, Eugenia de Reuss Ianculescu et Sofia Nădejde. Son origine réside dans l'organisation locale de femmes Reuniunea Femeilor Romane à Iași. Bien qu'il y ait eu des organisations locales de femmes en Roumanie auparavant, il s'agissait de la première organisation nationale de femmes à long terme avec des statuts écrits et une organisation ferme, et le point de départ d'un mouvement de femmes organisé en Roumanie. Elle a publié Buletinul Ligii femeilor (« Le Bulletin de la Ligue des femmes »). En 1896, elle a adressé une pétition au Parlement sur la question des droits de paternité et du droit des femmes à gérer leurs propres biens.
Elle a été suivie par l'organisation pour le suffrage Asoiatat Drepturile Femeii en 1911, rebaptisée Liga Drepturile si Datoriile Femeii (Ligue pour les droits et devoirs des femmes) en 1913-1938. Elle était membre de l'Alliance internationale des femmes.

## Sources et références
1. ↑  de Haan, Francisca; Daskalova, Krassimira; Loutfi, Anna (eds.). Biographical dictionary of women's movements and feminisms in Central, Eastern, and South Eastern Europe: 19th and 20th centuries. Budapest, Hungary: Central European University Press.  (ISBN 978-9-637-32639-4)